# كأس التشيك 2004–05
كأس التشيك 2004–05 هو الموسم 12 من كأس التشيك. أقيم خلال الفترة 25 يوليو 2004 وحتى 31 مايو 2005، وأشرف على تنظيمه اتحاد جمهورية التشيك لكرة القدم، وكان عدد الأندية المشاركة فيه 125، وفاز فيه بانيك أوسترافا.